# Organizovaný zločin

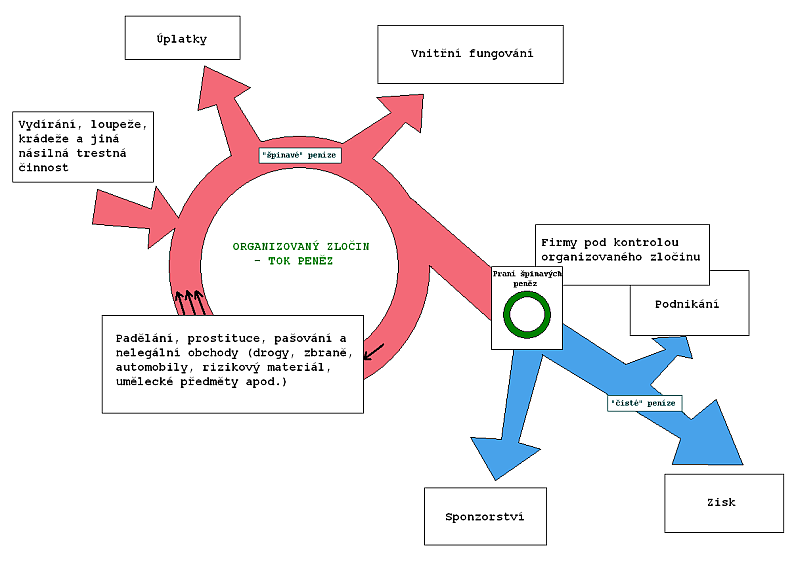
Tok peněz organizovaného zločinu

Pod pojmem organizovaný zločin je chápána taková činnost, kterou páchají dlouhodobě fungující organizované a často hierarchicky uspořádané skupiny, a minimálně její část je pak nelegální a slouží ke zvýšení kapitálu, ať už finančního či mocenského, dané skupiny. Nejvyšší výnosy celosvětově má organizovaný zločin z nelegálního prodeje drog, zbraní a obchodu s lidmi. Dalšími typickými činnostmi organizovaných kriminálních skupin je padělání, korupce veřejných a státních činitelů, praní špinavých peněz, vydírání atd.
Organizovaný zločin bývá s železnou pravidelností uváděn ve všech relevantních dokumentech jako jedna z největších hrozeb pro západní společnost jako celek, i pro jednotlivé země včetně Česka. Ze své podstaty se snaží být nenápadný, přičemž podrývá základy hospodářské soutěže, právního státu i bezpečnosti občanů.
Známý pojem mafie je podřízeným pojmu organizovaný zločin a označuje specifickou organizovanou kriminální skupinu, která se vyznačuje především téměř absolutním mocenským vlivem nad určitou oblastí a dále rodinnou či rodovou strukturou a složením. Je spojena především s italským, resp. sicilským prostředím. Občas tak bývá označován i některý ruskojazyčný organizovaný zločin, který občas vykazuje podobnou strukturu jako ten sicilský, byť nikdy ne totožnou.

## Definice organizovaného zločinu
Organizovaným zločinem se obecně zabývají dva typy subjektů – na jedné straně jsou to akademičtí pracovníci a na druhé ti, kteří se proti němu snaží aktivně bojovat, tedy státní a nadnárodní složky. Z toho plyne, že existují v praxi i dva typy definic, které spolu sice koexistují a vzájemně se reflektují, nicméně každý se zaměřuje na jiný účel. První typ je praktický či operativní a je využíván právě různými složkami policie či státní správou, soudy apod. Ten je dán legislativou či veřejně politickými dokumenty. I v rámci tohoto typu se ale diskutovaná definice mění v závislosti na zemi, ze které vzešla, na orgánu pro který je určena apod. V českém kontextu lze zmínit následující operativní definice:

### OSN – definice organizované kriminální skupiny
- skupina tří a více osob, která nebyla spojena náhodně
- existující po určitou dobu
- jednajíc s cílem spáchat alespoň jeden trestný čin, který může být potrestán až čtyřletým odnětím svobody
- s cílem dosáhnout, přímo či nepřímo, finančních či jiných benefitů

### Policie ČR
Organizovaný zločin je druhem skupinové trestné činnosti páchané organizovanou zločineckou skupinou nebo zločineckou organizací. Tyto skupiny a organizace mají většinou vícestupňovou vertikální organizační strukturu a je pro ně typické soustavné páchání koordinované závažné trestné činnosti. Cílem organizovaného zločinu je dosažení maximálního zisku při vynaložení minimálních nákladů, a to zisku nejen materiálního, ale například i ve formě společenského, ekonomického a politického vlivu.

### Trestní zákoník
V českém právním prostředí je v § 129 trestního zákoníku definována organizovaná zločinecká skupina, a to následujícím způsobem:
Organizovaná zločinecká skupina je společenstvím více osob s vnitřní organizační strukturou, s rozdělením funkcí a dělbou činností, která je zaměřena na soustavné páchání úmyslné trestné činnosti.
Další paragrafy uvedeného zákona upřesňují mimo jiné sankce, výjimky a rozsah činnosti osob zapojených do těchto zločineckých aktivit.

### Akademické definice
Akademické prostředí, tedy prostředí druhého typu definic organizovaného zločinu, je v definicích mnohem různorodější. Je zde možné najít myšlenkové směry od konstruktivismu po pozitivismus. Nejznámější českou akademickou definicí je pravděpodobně ta od Martina Cejpa z IKSP, která se uvádí i v zahraničních zdrojích. Zní následově:
Organizovaný zločin je opakované (systematické) páchání cílené a koordinované závažné trestné činnosti (a aktivit tuto činnost podporujících), do níž zapojené entity jsou kriminální skupiny či organizace (většinou s několikaúrovňovou vertikální strukturou), jejichž hlavním cílem je dosažení maximálního nelegálního zisku s minimalizováním rizika.
Jako příklad z naprosto opačného myšlenkového směru můžeme uvést Klause von Lampeho, který říká, že „organizovaný zločin je to, co si lidé takto označí“.

## Organizovaný zločin v ČR
Vzestup organizovaného zločinu na území ČR je patrný zejména po roce 1989, kdy došlo k uvolnění poměrů ve společnosti, s čímž se ale i otevřely možnosti pro organizované kriminální skupiny. Ačkoliv vznikl i český organizovaný zločin, tak velkou část diskutované kriminální činnosti měly a mají na svědomí skupiny zahraniční či nadnárodní. ČR se stala tranzitní zemí pro některé druhy nelegálního zboží, převážně drogy a zbraně, a také pro obchod s lidmi. Významný podíl organizované trestné činnosti na území ČR je tvořen také autokriminalitou, korupcí, prodejem nelegálních kopií značkového a jiného zboží, překupnictvím, pojistnými podvody atd.
Relativně silné zastoupení mají v organizovaném zločinu v ČR, vyjma českých občanů, Rusové, Ukrajinci, Vietnamci, obyvatelé jihovýchodní Evropy, Arabové a Číňané. Skupiny se převážně sdružují podle etnické příslušnosti a specializují se na určitou činnost, např. výroba drog, krádeže automobilů apod.
V ČR, stejně jako po celém světě, se organizovaný zločin v posledních letech stává spíše záležitostí finančních machinací, než stereotypního násilí a vydírání. Moderní technologie otevřely zločincům nové možnosti ohledně nabývání peněz s přítomností co nejnižšího rizika odhalení.

## Boj proti organizovanému zločinu v ČR
Boj proti organizovanému zločinu na území ČR je v gesci Ministerstva vnitra. To vydává koncepce boje proti organizovanému zločinu – strategický dokument určující priority pro následné období. Dále spolupracuje s nadnárodními celky jako např. s Evropskou unií, s OECD či s Radou Evropy. Na operativní úrovni se bojem proti organizovanému zločinu zabývá Policie ČR, resp. převážně její specializované útvary (NPC, NCOZ – spojeno ÚOOZ, ÚOKFK... a další ) a Celní správa ČR. Organizovaným zločinem se zabývá i zpravodajská služba BIS, která shromažďuje informace. Dalším subjektem zabývajícím se především analyzováním situace ohledně organizovaného zločinu je v ČR Institut pro kriminologii a sociální prevenci, který funguje pod záštitou ministerstva spravedlnosti.
V celosvětovém, a pro ČR relevantním, měřítku se bojem proti organizovanému zločinu zabývají na centrální politické a koncepční úrovni především OSN, EU a Rada Evropy. Tyto subjekty vydávají strategické a koncepční dokumenty, které upravují a koordinují činnost států i jiných jednotek v boji proti organizovanému zločinu. Na operativní úrovni je třeba zmínit v první řadě Europol. Dalšími známými institucemi bojujícími proti organizovanému zločinu jsou FBI, DEA, a Interpol.
Vzhledem k nadnárodnímu působení organizovaných kriminálních skupin je třeba stále více dbát na nadnárodní spolupráci v boji proti němu. Proto vznikají různé koncepce, smlouvy a dohody o boji s organizovaným zločinem obecně či o boji proti jeho konkrétním projevům jako je např. korupce, dále pak vznikají i tzv. společné vyšetřovací týmy.

## Zločinecké skupiny
Skupiny organizovaného zločinu můžeme rozdělit podle jejich původu (např. z bývalého Sovětského svazu, z Balkánu, Asie, Jižní Ameriky apod.).

### Ruskojazyčný organizovaný zločin
Jedná se o souhrn zločineckých seskupení, které patří k nejlépe organizovaným a nejrychleji rostoucím. Působí nejen na území bývalého SSSR, ale i jinde ve světě. Roční obrat se odhaduje na 200 miliard dolarů.
Ruskojazyčný organizovaný zločin je v širším povědomí spojen především s osobou vora v zakoně, tedy v překladu zločince podle práva, nejvyššího člena zločinecké organizace. Ačkoliv vorovské skupiny již nemají stejnou moc jako v průběhu studené války, tak jde stále o velice silné subjekty na poli mezinárodního a nadnárodního organizovaného zločinu.
Tento specifický druh organizovaného zločinu se začal vytvářet v síti GULAG po Stalinově nástupu k moci. V těchto táborech vznikaly různé kasty zločinců, přičemž jedna z nich byla základem pro diskutované vory v zakoně. Vstup do této kasty znamenal podstoupit rituální přísahu včetně tetování, kterou se dotyčný zavázal dodržovat vorovský kodex. V něm bylo, mimo jiné, uvedeno, že nesmí spolupracovat se státní mocí. Během druhé světové války se ale někteří vorové přidali k boji proti německé invazi. Zbylí vorové toto odsuzovali a začali jim říkat „Suky“, což v překladu znamená „ku*vy“. Spor, který se tímto započal se nazývá Sučnaja vojna. Tento konflikt, společně s tvrdými policejními zásahy v padesátých letech, vedl k oslabení vorovskogo mira (Vorovského světa) a dal tak prostor jiným organizovaným kriminálním skupinám.
Tyto skupiny, resp. jejich příslušníci, si říkali Banditi. Vznikly částečně ze „suk“ a částečně ze zločinců, kteří neměli s vorovským světem žádné zkušenosti. Odklon banditského a vorovského světa je markantní především v osmdesátých letech, ale to je zároveň doba, kdy začínají banditi doplácet na své vnitřní, převážně etnické, spory, do kterých promlouvali a ovlivňovali je ale i vorové.
Všechny tyto skupiny přetrvávají do současnosti. Současným trendem je neustále více propojovat byznys, politiku a zločin a využívat moderní technologie k maximalizaci zisku. V současnosti je na seznamu deseti nejhledanějších zločinců světa, který uveřejňuje FBI jeden Ukrajinec, a tím je Semjon Mogilevič přezdívaný mimo jiné Velký Don. Ten podle některých zpráv zastřešuje či alespoň ovlivňuje významnou část organizované trestné činnosti v postsovětském prostoru.

### Balkánský organizovaný zločin
Politická situace na Balkáně nahrává organizovanému zločinu. V oblasti narkotik mluvíme o tzv. Balkánské cestě, přes kterou se pašují drogy, zejména heroin, do Evropy. Dále se balkánské zločinecké skupiny orientují na pašování zbraní a vojenského materiálu, obchod s ženami. V Itálii se zaměřili na trh s automobily.
Jednou z příčin rozšíření organizovaného zločinu na Balkáně byly sankce, které byly na území uvaleny i konflikty, které zde v posledních dekádách proběhly. Specifikem tohoto prostředí je, že ačkoliv zde existuje relativně výrazná etnická nesnášenlivost v běžném životě, tak v místním zločineckém prostředí to zdaleka neplatí. Skupiny spolu v průběhu let kooperují nezávisle na tom, k jakému etniku patří její členové.
Největší hrozbu v tomto regionu ale představují skupiny albánské. Albánci si v průběhu let vytvořili silný vliv na cesty, kterými do Evropy putuje nelegální zboží. Skupiny jsou zde založené na rodinné příslušnosti a vzhledem ke kulturním konotacím jsou doménou pouze mužskou. Celá Albánská společnost, její kriminální část nevyjímaje, je postavena na zvykovém právu, cti a loajalitě vůči rodině. 

### Italská a Americká mafie
Působí v Americe (La Cosa Nostra), v Itálii (Camorra, Sacra Corona Unita, Stidda, 'Ndrangheta), ale i v jiných evropských zemích. Jde patrně o nejznámější organizovanou kriminální skupinu, nebo spíše množinu skupin, na světě, a to i díky populárně-uměleckým dílům jako např. filmy ze série Kmotr. Je v povědomí většinové populace patrně spojen spíše se Sicílií potažmo USA, než se samotným Apeninským poloostrovem.
Organizované struktury předcházející současným kriminálním skupinám se na Sicílii formovaly pravděpodobně již od počátku 19. stol. Tyto skupiny byly založeny na rodinných vazbách, obdobně jako je tomu dosud v Albánii, a v jejich čele stál tzv. „Don“. Tento titul mohl být získán na základě dovedností a zkušeností v kriminální sféře. Fungování této mafie se mění postupně v 50. letech 20. stol., kdy se více než na dovednosti začíná hledět na bohatství, kterým dotyčný disponuje. Skupiny začínají pronikat do politické sféry. Tato změna hodnot uvnitř mafiánského systému zapříčinila na jedné straně úbytek tzv. konfliktů cti (jako je např. známá Vendetta), na druhé straně ale zvýšila celospolečenské škody díky nabourávání státního aparátu. Od sedmdesátých let se ale opět objevují vraždy a další obdobné „staré“ praktiky ve větším počtu, přičemž prorůstání do státní správy pokračuje. 
Italské organizované kriminální skupiny jsou založené na rodinných a zároveň přátelských vztazích. Tyto sítě pak tvoří tzv. klany, které si teritoriálně dělí území a vytvářejí samotné skupiny. U mimo Itálii působících skupin, jako je např. slavná La Cosa Nostra, je důležitý i faktor národní příslušnosti. Jednotlivé klany jsou proti průniku zvenčí uzavřené.
V České republice pak operují především klany spadající pod La Camorru a La Cosa Nostru.

### Asijský organizovaný zločin
Má největší tradici, začátky toho, co by bylo možné dnes nazvat čínskými triádami, lze najít kolem počátku našeho letopočtu. Nejaktivnější jsou skupiny čínské a vietnamské. Velice známá a vlivná je ale i japonská Jakuza. V rámci České republiky pak vietnamský organizovaný zločin úzce souvisí s některými velkými vietnamskými tržnicemi a s českým příhraničím. Kriminalita má povahu především výroby a distribuce drog, primárně pak metamfetaminu a marihuany, nelegálního kopírování registrovaných značek a kopírování uměleckých děl a pravděpodobně i pracovního vykořisťování. Okrajově pak i obchod s chráněnými živočichy, rostlinami či jejich částmi.
Čínský organizovaný zločin má, jak již bylo zmíněno, možná nejdelší tradici na světě vůbec. Nejznámějšími jsou dnes tzv. Triády. Ty vznikly na východním pobřeží v 17. století jako tajné spolky, které měly za úkol restaurovat dynastii Ming. Tento úkol postupně ustupoval do pozadí a místo něj se Triády soustředily na ekonomické aktivity. Během dvacátého století, s tím jak postupovala komunistická moc v Číně, se triády stahovaly do Hongkongu, na Tchaj-wan apod. Ke konci století ale, s narůstající otevřeností země, se opět konsolidovaly i pevninské organizované kriminální skupiny a v současné době provádějí svou činnost i tam. Vedle Triád jsou to ještě tzv. Tongy, menší organizace, které v současné době představují pravděpodobně větší podíl na trestné činnosti, než Triády. Oba dva tyto druhy čínského organizovaného zločinu můžeme nalézt prakticky všude po světě tam, kde žije čínská populace. Charakter tohoto zločinu je spíše rozdrobený na menší samostatné celky bez centrálního vedení – od malých gangů, přes Tongy, až po velké Triády. Tyto organizace většinou podnikají v obchodě s drogami a v pašování lidí.
Japonský organizovaný zločin je ve společnosti zapsán hlavně díky organizaci Jakuza či také Boryokudan. Tato organizace s nejasným původem, který se táhne pravděpodobně několik staletí nazpět, má obdobnou strukturu jako např. italská mafie, tedy je založena na rodinných klanech, v jejichž čele stojí tzv. Oyabun, který má pod sebou všechny členy (Kobuny). Jakuza je spojena s mnoha rituály a činnostmi, jako např. rozsáhlá tetování či trest yubitsume, tedy useknutí posledního článku malíčku. Portfolio aktivit Jakuzy je široké a spojené jak na jedné straně např. s obchodem s nemovitostmi, tak na druhé i se sexuálními službami či drogami a vydíráním. Usuzuje se, že vliv Jakuzy pomalu klesá, a to převážně díky zákonům, které japonská vláda přijala. Pravděpodobně také dochází k pozvolnému ústupu z tradičních hodnot, což se projevuje mimo jiné i na změnách vztahů Oyabun-Kobun.